# Argyreia mollis
Argyreia mollis är en vindeväxtart som först beskrevs av N. L. Burman, och fick sitt nu gällande namn av Jacques Denys Denis Choisy. Argyreia mollis ingår i släktet Argyreia och familjen vindeväxter. Inga underarter finns listade i Catalogue of Life.

## Bildgalleri

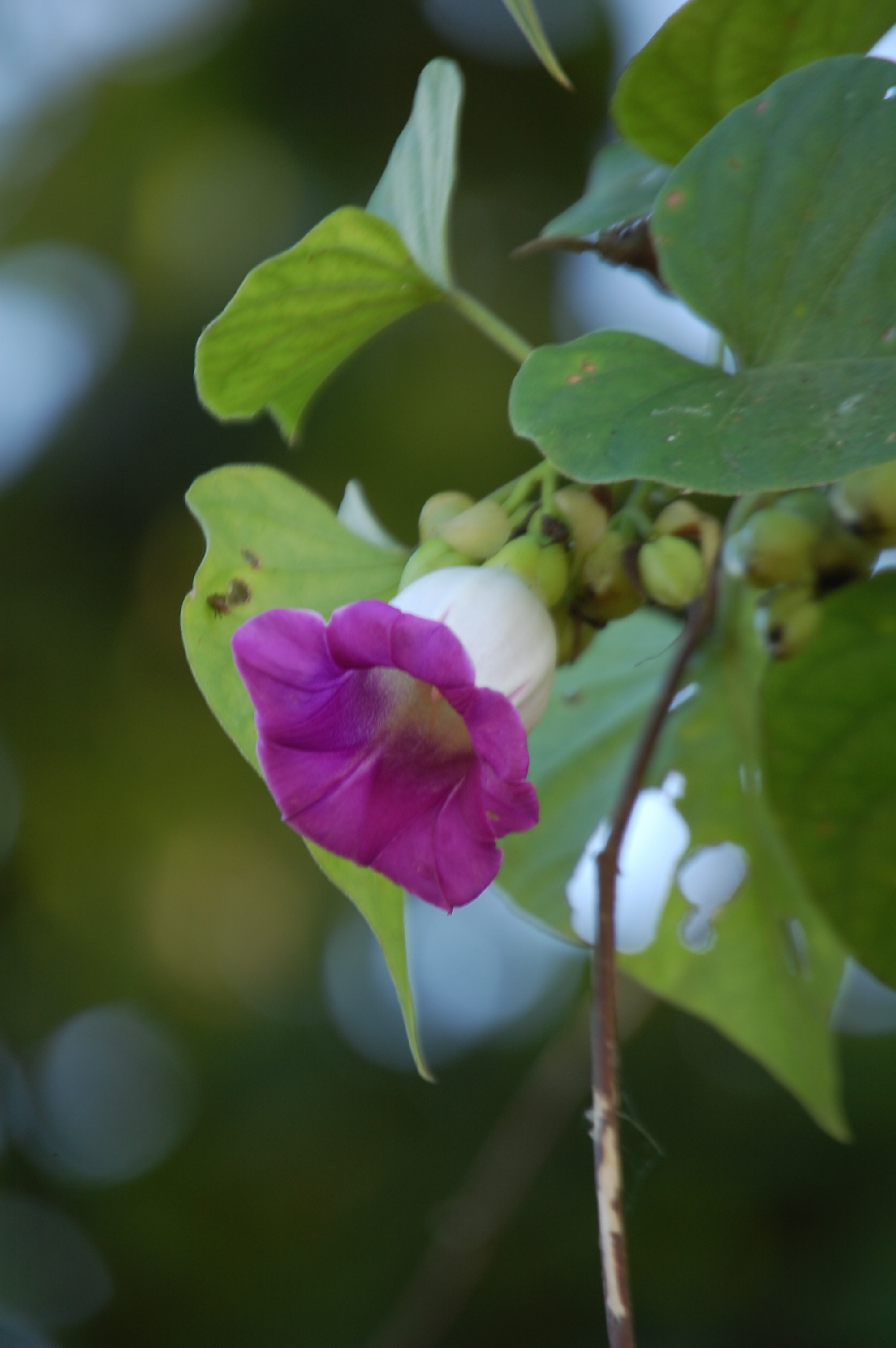